# Ewald Pfannschmidt
Ewald Pfannschmidt (* 6. September 1902 in Dortmund; † 1. Februar 1984 in Meschede) war ein deutscher Journalist und Schriftsteller.

## Leben
Ewald Pfannschmidt studierte nach dem Besuch der Volksschule und eines Internats Musik. Anschließend war er als Journalist tätig, anfangs in Dortmund, danach bis 1967 als Chefredakteur bei der Lokalausgabe der „Westfälischen Rundschau“ in Meschede. Neben seiner journalistischen Arbeit veröffentlichte Pfannschmidt zwei Romane sowie eine Reihe von Festschriften für sauerländische Unternehmen.

## Werke
- Der singende Bauer, Meschede 1940
- Forsthaus Ruhland, Dortmund 1951
- 25 Jahre Firma Wilhelm Köster, Hagen, Zweigniederlassung Meschede, Meschede 1971
- Eine Familie und ein Werkstoff, Meschede 1973
- Aspa 1949 - 1974, Meschede 1974
- 75 Jahre Volksbank Warstein eG, Warstein 1974